# Eggo
Eggo è un marchio di waffle surgelati di proprietà dell'azienda statunitense Kellogg Company. I prodotti della Eggo vengono prevalentemente venduti nel Nord America e comprendono, oltre ai waffle, pancake, French toast e breakfast sandwich.

## Storia
Il marchio Eggo venne inaugurato nel 1953 dai fratelli Frank, Anthony e Sam Dorsa di San Jose, che avevano già ideato un processo con cui preparare dei waffle surgelati. Inizialmente, le cialde da loro vendute prendevano il nome di "Froffles", ma, nel 1955, decisero di rinominarle "Eggos" in quanto avevano un forte sapore di uova. La Eggo si specializzò anche nella produzione di patatine e sciroppi, e aveva il suo quartier generale a Eggo Way, a San Jose.
Nel 1968, la Eggo venne acquisita dalla Kellogg Company che, a partire dai primi anni settanta, iniziò a promuovere i waffle con il noto slogan "L'eggo my Eggo", ideato dall'agenzia pubblicitaria Leo Burnett. Nel 2006 la Kellog lanciò sul mercato una linea di cereali per la colazione a forma di waffle (Eggo Cereal). Secondo le statistiche del mese di giugno del 2009, la Eggo vantava una quota di mercato del 69% nel campo dei waffle congelati in tutti gli USA.
La serie di Netflix Stranger Things contribuì ad aumentare sensibilmente la notorietà delle cialde Eggo e di conseguenza le vendite del prodotto in quanto sono il cibo preferito della protagonista Undici/Jane Hopper, interpretata dall'attrice Millie Bobby Brown.